# Drapeau des Samis

Drapeau des Samis

Le drapeau des Samis, une nation autochtone de Fennoscandie dans le nord de la Norvège, de la Suède, de la Finlande et de la Russie (péninsule de Kola), représente ce peuple ainsi que la Laponie, le territoire traditionnel des Samis. Le drapeau sami a été adopté en 1986 en Suède. La partie rouge du cercle représente le soleil et la partie bleue représente la lune. Les couleurs des Samis — rouge, vert, jaune et bleu — sont représentées dans le drapeau.